# Arnold Fiedler

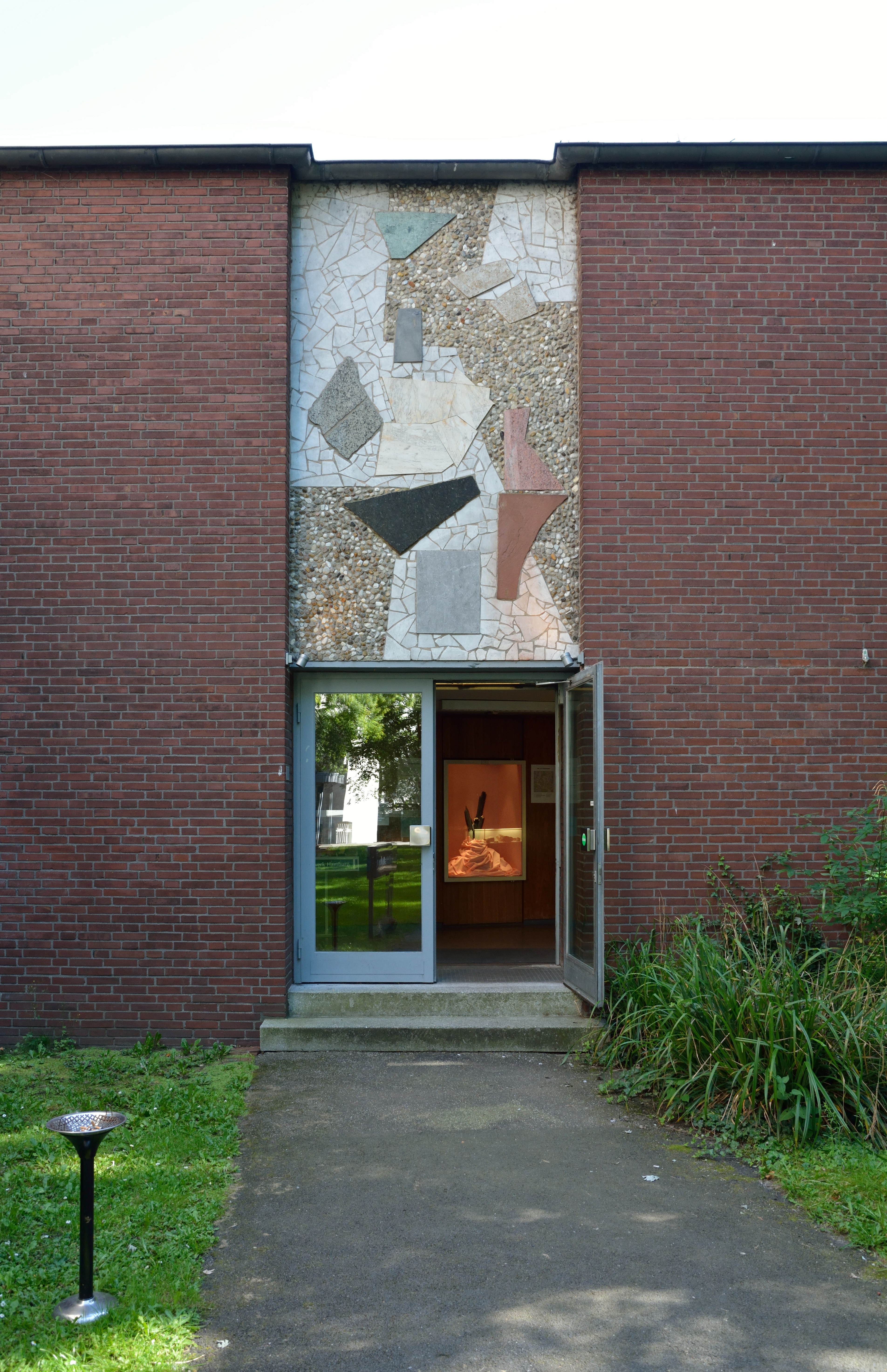
Ohne Titel, Wandgestaltung von 1957, Mineralogisches Museum Hamburg

Arnold André Leonhard Fiedler (* 1. März 1900 in Hamburg; † 6. März 1985 ebenda) war ein Maler und Grafiker des expressiven Realismus, des Surrealismus sowie der abstrakten Kunst. Er war Mitglied der Hamburgischen Sezession.

## Ausbildung und künstlerische Laufbahn
Von 1916 bis 1918, bis zu seiner Einberufung zum Militär, besuchte er die Kunstgewerbeschule am Lerchenfeld in Hamburg, wo er am Unterricht von Arthur Illies und Julius Wohlers teilnahm. Sein erstes eigenes Atelier bezog Fiedler 1920 in einem Speicher am Hamburger Hafen. Bereits seit 1919 nahm er an Ausstellungen teil. Er war Mitglied des Deutschen Künstlerbunds und ab 1922 des Hamburger Künstlervereins von 1832 und der Hamburgischen Künstlerschaft.
Zur weiteren Ausbildung ging er 1925 bis 1929 nach München in die fortschrittliche Malschule von Hans Hofmann. Finanziell ermöglichte dies ein Stipendium der Erdwin-Amsinck-Stiftung. Von München aus reiste er zu Studienzwecken nach Italien.
Von 1929 bis 1931 war er als Lehrer im Atelier Hans Hofmann beschäftigt, in dessen Abwesenheit leitete Fiedler das Atelier. 1930 unternahm er eine Reise nach Paris.
Zwischen 1930 und 1936 hatte Fiedler mehrere Einzelausstellungen in Hamburg. 1931 nahm er als Gast an der 10. Ausstellung der Hamburgischen Sezession teil. Ein Jahr später wurde er Mitglied der Künstlervereinigung.

## Die Zeit des Nationalsozialismus
In der Zeit des Nationalsozialismus wurde Fiedler obligatorisch Mitglied der Reichskammer der bildenden Künste, und er konnte bis 1937 an Ausstellungen teilnehmen. Es wurde ihm jedoch zunehmend schwerer, die Repressalien zu ertragen, denen er als moderner Künstler ausgesetzt war. Die Hamburgische Sezession hatte sich als Reaktion auf den politischen Druck auf die Mitglieder, zumal auf jene mit jüdischem Hintergrund, aufgelöst. Ihm selbst war ein Ausstellungsverbot auferlegt worden. Die Farbgebung seiner Gemälde wurde in dieser Zeit um einige Grade düsterer. Menschenleere Winterlandschaften tauchten vermehrt in seinen Werken auf. 1937 wurde im Rahmen der deutschlandweiten konzertierten Aktion „Entartete Kunst“ aus der Hamburger Kunsthalle einundzwanzig Bilder Fiedlers beschlagnahmt und zerstört. Schließlich ertrug der Künstler die deutschen Verhältnisse nicht mehr und emigrierte 1938 nach Paris. Dort wurde er 1939 bis 1940 interniert. 1943 wurde er zum Volkssturm einberufen und ein Jahr später kam er in amerikanische Kriegsgefangenschaft.

## Nach dem Krieg
1946 konnte Fiedler nach Hamburg zurückkehren und in seiner Arbeit seine Kriegserlebnisse verarbeiten. Aktiv arbeitete er am Wiederaufbau Hamburgs mit. Er war Mitglied und Lehrender am „Der Baukreis“, einer alle künstlerischen Gattungen verbindenden Kunstschule.
Anfang der fünfziger Jahre begann er sich mit dem Informel, das nach dem Zweiten Weltkrieg die westliche Kunstszene dominierte, zu beschäftigen. In dieser Zeit reiste er immer wieder nach Paris. 1959 ging er für zehn Jahre in die Stadt, wo die Moderne ihren Ausgang nahm. Hier wandte er sich noch stärker der neuen Kunstrichtung des Informel zu und löste sich immer mehr vom Gegenständlichen.
In Paris schuf er eigenständige zeichnerische und grafische Werke. In ihrer spielerischen Leichtigkeit und der konsequenten Abstraktion schienen sie von der offenen und nach neuen Ausdrucksformen suchenden Atmosphäre der École de Paris inspiriert zu sein. Die in Paris lebende neue Avantgarde, die sich aus Künstlern und Künstlerinnen verschiedenster Nationalitäten zusammensetzte, regte Fiedler mit ihren abstrakten Werken zu seinem „Sprung“ in die Ungegenständlichkeit an.

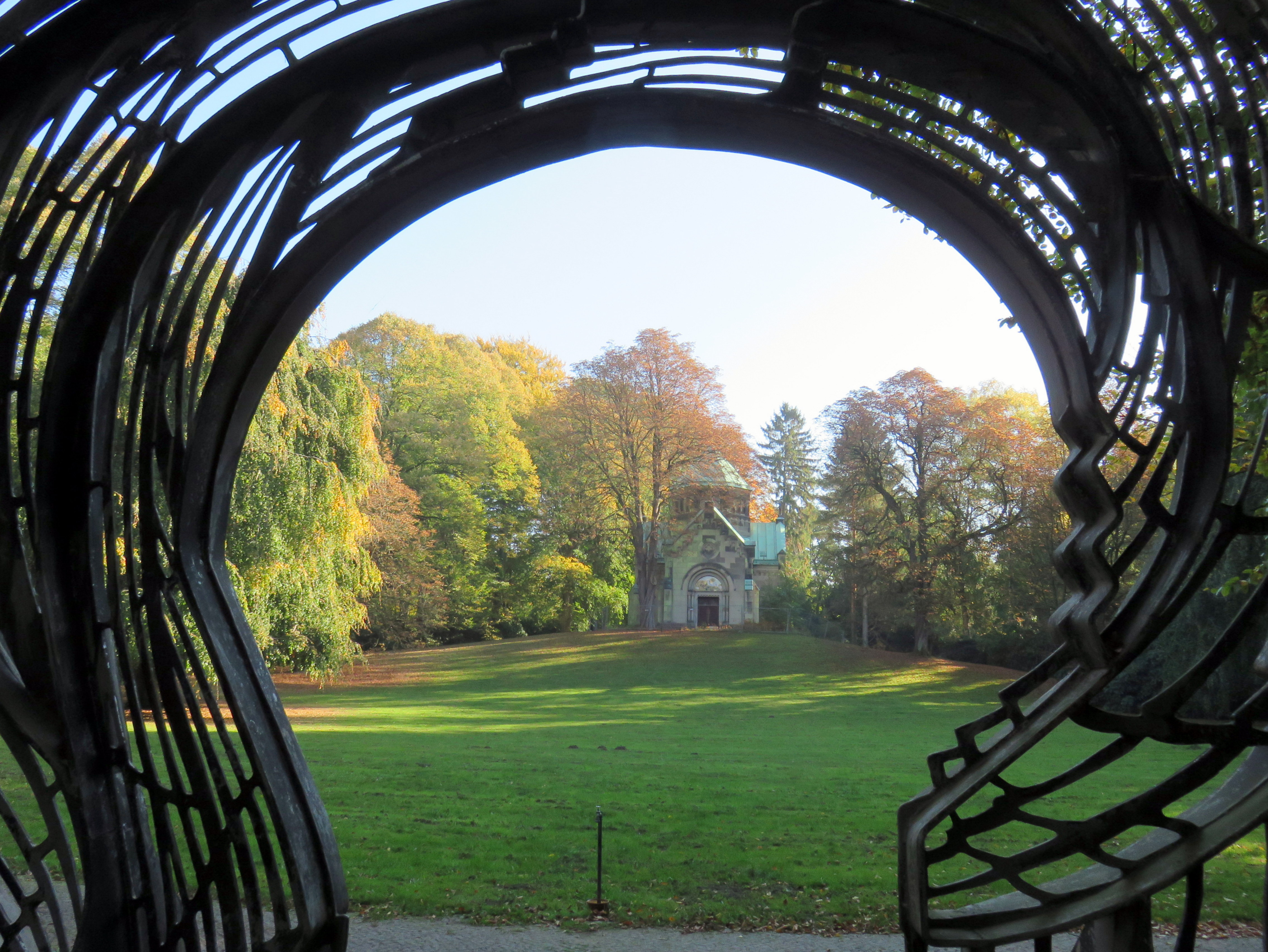
Anonymer Urnenhain vor dem Mausoleum Riedemann auf dem Friedhof Ohlsdorf

Es entstanden Materialbilder, in denen er Sand, Papier, Stoffe und Ähnliches verwendete. In den grafischen Blättern sowie in der Malerei näherte er sich der poetischen Ausdrucksweise des französischen Tachismus. Durch die weiterbestehende Verbindung mit der Heimat wurde er zum Wegbereiter einer abstrakten Kunst in Hamburg, das in dieser Zeit durch die Lehrenden der Landeskunstschule eher gegenständlich orientiert war.
In seinem späteren Werk arbeitete er teilweise – auf spielerische Weise – wieder gegenständlich, parallel dazu aber auch abstrakt und in sämtlichen Techniken, die er sich im Laufe seines Lebens erarbeitet hatte – von der Druckgrafik bis zum Ölbild und der Collage. Er ließ sich dabei inspirieren durch Reisen nach Tunis und nach Lateinamerika.
Arnold Fiedler starb am 6. März 1985 in Hamburg. Er wurde im Bereich des Anonymen Urnenhains vor dem Riedemann-Mausoleum gegenüber Kapelle 8 auf dem Ohlsdorfer Friedhof beigesetzt.

## Museen und öffentliche Sammlungen mit Werken Fiedlers
- Hamburger Kunsthalle
- Museum für Kunst und Gewerbe, Hamburg
- Schleswig-Holsteinisches Landesmuseum Schloss Gottorf
- Städt. Sammlung Darmstadt im Institut Mathildenhöhe
- Bridgestone Museum of Art, Tokio
- Sammlung Guggenheim, Schweiz

## Ausstellungen

### Sicher belegte Teilnahme an Ausstellungen in der Zeit des Nationalsozialismus
- 1933: Hamburg, Kunstverein (12. Ausstellung der Hamburger Sezession)
- 1936: Hamburg („Malerei und Plastik in Deutschland“)[4]
- 1936: Hannover, Künstlerhaus („104. Große Frühjahrsausstellung“)
- 1937: Hamburg, Kunstverein („Frühjahrsausstellung Hamburger Künstler“)

### Ausstellungen nach dem Ende der NS-Zeit (mutmaßlich unvollständig)
- Arnold Fiedler. Arbeiten auf Papier. Galerie in der Haspa, Hamburg 2000.
- Ausstellungspremiere. Das Forum für Nachlässe präsentiert Werke von elf Künstlerinnen und Künstlern, Künstlerhaus Sootbörn, Hamburg 2005.
- Arnold Fiedler (1900-1985): Poesie und Optimismus Arbeiten aus dem Spätwerk von Arnold Fielder in der galerie carstensen, Hamburg 2010.[5]
- Arnold Fiedler (1900-1985): Retrospektive – Collagen und Bilder auf Papier in der galerie carstensen, Hamburg Januar/Februar 2011
- Arnold Fiedler (1900-1985): Schwarze Landschaft nach Sturm Ausstellung in der galerie carstensen, Hamburg Februar / März 2012 anlässlich des 50. Jahrestages der schweren Sturmflut in Norddeutschland (1962)